# He Pingping
He Pingping, född 13 juli 1988 i Ulanqab, Inre Mongoliet, död 13 mars 2010 i Rom, Italien, var en kinesisk, dvärgväxt man som blev känd som världens kortaste människa 2008 med en längd på 74,6 cm. Pingping avled, 21 år gammal, i Rom efter en kort tids sjukdom.